# スナゴハゼ
スナゴハゼ（学名：Pseudogobius javanicus）は、ハゼ科スナゴハゼ属に属する魚。

## 分布
インド洋から西太平洋。日本では広島県、鹿児島県本土、壱岐島、対馬、種子島以西の島々に分布している。

## 形態
全長は3 - 4 cm。身体は円筒形で頭部は小さい。体側面には暗色の小斑点が散在する。同じ水域に生息するマサゴハゼと似ているが、第1背鰭にある黒色の斜線や尾柄にある黒斑により区別される。

## 生態
海岸から河口の砂泥底に生息し、流木や落ち葉の物陰に潜む。警戒心が高く、驚くと地面の穴などに逃げる。